# Asia Rugby Championship 2017
L’Asia Rugby Championship 2017 (in inglese 2017 Asia Rugby Championship) fu la 3ª edizione dell'Asia Rugby Championship organizzato da Asia Rugby, nonché in assoluto il 30º campionato asiatico di rugby a 15.
La sua divisione maggiore, il Top Three, si tenne a girone unico tra le tre migliori nazionali del continente, nell'ordine Giappone, Hong Kong e Corea del Sud, e fu vinta dai nipponici che, nella circostanza, si laurearono campioni asiatici per la venticinquesima volta.
Il Top Three e la divisione 1 della competizione fecero parte del sistema di qualificazioni asiatiche alla Coppa del Mondo 2019: già qualificato il Giappone come Paese organizzatore di tale edizione del mondiale, il torneo dovette esprimere una squadra ulteriore da contrapporre alla migliore tra le oceaniane non qualificate direttamente per l'accesso diretto o, in subordine, ai ripescaggi da disputarsi in Europa a fine 2018.
Il Giappone non partecipò all'edizione successiva del campionato, quindi la prima divisione dovette esprimere la squadra che lo rimpiazzasse.
Singapore, dopo un anno in seconda divisione, riguadagnò a novembre l'accesso in prima vincendo la propria categoria a Taiwan mentre la Malaysia, con la promozione nel Top Three 2018 a seguito della vittoria in Division 1 sul proprio terreno, rimpiazzò il Giappone nel 2018 e prese parte all'ultimo turno di qualificazione alla Coppa del Mondo di rugby 2019.
La terza divisione Est, originariamente programmata a Vientiane, capitale del Laos, fu cancellata per le defezioni di Guam e Indonesia e rimpiazzata da Asia Rugby con un incontro in gara unica, la Mekong Cup, tra Laos e Thailandia, vinto da quest'ultima 49-3 ma senza valore per il campionato.

## Squadre partecipanti
| Top Three     | Divisione 1         | Divisione 2   | Divisione 3 |
| ------------- | ------------------- | ------------- | ----------- |
| Corea del Sud | Emirati Arabi Uniti | India         | Iran        |
| Giappone      | Filippine           | Singapore     | Libano      |
| Hong Kong     | Malaysia            | Taipei cinese | Uzbekistan  |
|               | Sri Lanka           | Thailandia    |             |

## Top Three
| Arbitro: | Stephen Copeman |

|                                             |    |                                                              |
| Han 11’ Yang 14’ Lee 41’ Shin 46’ Chang 81’ | mt | 2’, 19’ Nakamura 8’, 34’ Usami 24’, 50’ Noguchi 70’ Ishihara |
| Yu 11’, 41’                                 | tr | 2’, 8’, 19’, 24’, 34’, 70’ Ogura                             |

| Arbitro: | Matthew Rodden |

| |    |                |
| Anise 3’ Lotoahea 16’, 62’, 67’ Yamanaka 17’ Nagare 20’ Ozawa 24’ Yamada 32’ Sakate 42’ Yatabe 50’ Nakamura 72’ Hino 80’ | mt | 40’ Kim 45’ Yu |
| Ogura 3’, 17’, 24’, 32’, 42’, 50’ Yamasawa 62’, 67’, 72’, 80’                                                            | tr |                |

| Arbitro: | Timothy Baker |

|                                                      |      |                |
| Matsuhashi 2’ Yamada 39’, 60’ Horie 68’ Tatekawa 77’ | mt   | 25’, 55’ Spitz |
| Matsuda 2’, 68’                                      | tr   | 25’, 55’ Hood  |
|                                                      | c.p. | 17’ Hood       |

| Arbitro: | Shuhei Kubo |

|  |      |                        |
|  | mt   | 46’ Lotoahea           |
|  | tr   | 46’ Yamasawa           |
|  | c.p. | 29’, 42’, 65’ Yamasawa |

| Arbitro: | Taku Otsuki |

|                      |      |                                                                      |
| Kim 44’, 79’ Lee 71’ | mt   | 12’ Cunningham 14’, 48’ Spitz 22’ Rauca 44’ Yiu Kam Shing 64’ Maclay |
| Coquillard 71’       | tr   | 12’, 14’, 22’, 44’, 48’ Hood                                         |
|                      | c.p. | 40+1’ Hood                                                           |

| Arbitro: | Akihisa Aso |

|                                                              |      |        |
| Hewson 26’ tecnica 44’ Rimene 67’ Falvey 75’ Lee Ka To 80+1’ | mt   |        |
| Hood 26’, 44’, 75’ 80+1’ Falvey                              | tr   |        |
| 13’, 39’ Hood                                                | c.p. | 10’ Yu |

### Classifica
|  | Squadra       | G | V | N | P | P+  | P-  | P±   | B | PT |
|  | ------------- | - | - | - | - | --- | --- | ---- | - | -- |
|  | Giappone      | 4 | 4 | 0 | 0 | 172 | 56  | +116 | 3 | 19 |
|  | Hong Kong     | 4 | 2 | 0 | 2 | 99  | 65  | +34  | 2 | 10 |
|  | Corea del Sud | 4 | 0 | 0 | 4 | 59  | 209 | -150 | 1 | 1  |

## Divisione 1
| Data           | Incontro                        | Risultato | Sede |
| -------------- | ------------------------------- | --------- | ---- |
| 14 maggio 2017 | Sri Lanka ― Filippine           | 24–13     | Ipoh |
| 14 maggio 2017 | Malaysia ― Emirati Arabi Uniti  | 36–22     | Ipoh |
| 17 maggio 2017 | Sri Lanka ― Emirati Arabi Uniti | 33–17     | Ipoh |
| 17 maggio 2017 | Malaysia ― Filippine            | 40–8      | Ipoh |
| 20 maggio 2017 | Filippine ― Emirati Arabi Uniti | 34–26     | Ipoh |
| 20 maggio 2017 | Malaysia ― Sri Lanka            | 22–9      | Ipoh |

|  | Classifica          | G | V | N | P | PF | PS  | diff. | BM | BS | PT |
|  | ------------------- | - | - | - | - | -- | --- | ----- | -- | -- | -- |
|  | Malaysia            | 3 | 3 | 0 | 0 | 98 | 39  | +59   | 2  | 0  | 14 |
|  | Sri Lanka           | 3 | 2 | 0 | 1 | 66 | 52  | +14   | 1  | 0  | 9  |
|  | Filippine           | 3 | 1 | 0 | 2 | 55 | 90  | -35   | 1  | 0  | 5  |
|  | Emirati Arabi Uniti | 3 | 0 | 0 | 3 | 65 | 103 | -38   | 0  | 0  | 0  |

## Divisione 2
|  | Semifinali    | Semifinali    | Semifinali |            |           | Finale          | Finale          | Finale          |  |
|  |               |               |            |            |           |                 |                 |                 |  |
|  | Singapore     | Singapore     | 49         |            |           |                 |                 |                 |  |
|  | Singapore     | Singapore     | 49         |            |           |                 |                 |                 |  |
|  | India         | India         | 0          |            |           |                 |                 |                 |  |
|  | India         | India         | 0          |            | Singapore | Singapore       | 38              |                 |  |
|  |               |               |            |            | Singapore | Singapore       | 38              |                 |  |
|  |               |               | Thailandia | Thailandia | 13        |                 |                 |                 |  |
|  | Taipei cinese | Taipei cinese | Thailandia | Thailandia | 13        | 21              |                 |                 |  |
|  | Taipei cinese | Taipei cinese |            |            |           | 21              |                 |                 |  |
|  | Thailandia    | Thailandia    | 27         |            |           | Finale 3º posto | Finale 3º posto | Finale 3º posto |  |
|  | Thailandia    | Thailandia    | 27         |            |           |                 |                 |                 |  |
|  |               |               |            |            |           |                 |                 |                 |  |
|  |               |               |            |            |           | Taipei cinese   | Taipei cinese   | 37              |  |
|  |               |               |            |            |           | Taipei cinese   | Taipei cinese   | 37              |  |
|  |               |               |            |            |           | India           | India           | 19              |  |

## Divisione 3

### Ovest
| Data          | Incontro            | Risultato | Sede     |
| ------------- | ------------------- | --------- | -------- |
| 25 marzo 2017 | Uzbekistan ― Iran   | 13–13     | Tashkent |
| 28 marzo 2017 | Libano ― Iran       | 25–24     | Tashkent |
| 31 marzo 2017 | Uzbekistan ― Libano | 24–24     | Tashkent |

|  | Classifica | G | V | N | P | PF | PS | diff. | BM | BS | PT |
|  | ---------- | - | - | - | - | -- | -- | ----- | -- | -- | -- |
|  | Libano     | 2 | 1 | 1 | 0 | 49 | 48 | +1    | 0  | 0  | 6  |
|  | Uzbekistan | 2 | 0 | 2 | 0 | 37 | 37 | 0     | 0  | 0  | 4  |
|  | Iran       | 2 | 0 | 1 | 1 | 37 | 38 | -1    | 1  | 1  | 4  |